# Geoff Masters
Pour les articles homonymes, voir Masters.
Geoff Masters, né le 19 septembre 1950 à Brisbane, est un ancien joueur de tennis professionnel australien.
Il a remporté trois titres du Grand Chelem : en double, l'Open d'Australie en 1974 et Wimbledon en 1977, et en double mixte, l'US Open en 1974.

## Parcours dans les tournois duGrand Chelem

### En simple
| Année | Open d'Australie | Open d'Australie | Internationaux de France | Internationaux de France | Wimbledon       | Wimbledon   | US Open         | US Open      | Open d'Australie | Open d'Australie |
| ----- | ---------------- | ---------------- | ------------------------ | ------------------------ | --------------- | ----------- | --------------- | ------------ | ---------------- | ---------------- |
| 1967  | 1er tour (1/32)  | K. Andersson     | —                        | —                        | —               | —           | —               | —            | n.o.             | n.o.             |
| 1968  | —                | —                | —                        | —                        | —               | —           | —               | —            | n.o.             | n.o.             |
| 1969  | 2e tour (1/16)   | A. Gimeno        | 1er tour (1/64)          | J.-C. Barclay            | —               | —           | —               | —            | n.o.             | n.o.             |
| 1970  | 2e tour (1/16)   | A. Ashe          | 2e tour (1/32)           | A. Metreveli             | —               | —           | —               | —            | n.o.             | n.o.             |
| 1971  | 1er tour (1/32)  | C. Pasarell      | 2e tour (1/32)           | R. Carmichael            | 2e tour (1/32)  | D. Ralston  | 1er tour (1/64) | J. Cooper    | n.o.             | n.o.             |
| 1972  | 2e tour (1/16)   | N. Fraser        | 3e tour (1/16)           | P. Barthes               | 2e tour (1/32)  | J. Fillol   | 1er tour (1/64) | M. Riessen   | n.o.             | n.o.             |
| 1973  | 1/8 de finale    | O. Parun         | 2e tour (1/32)           | A. Ashe                  | —               | —           | 2e tour (1/32)  | R. Tanner    | n.o.             | n.o.             |
| 1974  | 1er tour (1/32)  | K. Hancock       | —                        | —                        | 2e tour (1/32)  | J. Newcombe | 3e tour (1/16)  | A. Ashe      | n.o.             | n.o.             |
| 1975  | 1/4 de finale    | J. Newcombe      | —                        | —                        | 3e tour (1/16)  | C. Richey   | 1er tour (1/64) | J. Connors   | n.o.             | n.o.             |
| 1976  | 2e tour (1/16)   | P. Hagelauer     | 1er tour (1/64)          | H.-J. Ploetz             | 2e tour (1/32)  | K. Warwick  | 2e tour (1/32)  | R. Moore     | n.o.             | n.o.             |
| 1977  | 1er tour (1/32)  | H. Pfister       | —                        | —                        | 1er tour (1/64) | K. Warwick  | —               | —            | 2e tour (1/16)   | C. Lewis         |
| 1978  | n.o.             | n.o.             | —                        | —                        | 1/8 de finale   | B. Borg     | 1er tour (1/64) | H. Günthardt | 1er tour (1/32)  | P. Kronk         |
| 1979  | n.o.             | n.o.             | —                        | —                        | —               | —           | —               | —            | 2e tour (1/16)   | T. Roche         |
| 1980  | n.o.             | n.o.             | 1er tour (1/64)          | H. Solomon               | 2e tour (1/32)  | C. Dibley   | —               | —            | 1er tour (1/32)  | P. Rennert       |

N.B. : à droite du résultat se trouve le nom de l'ultime adversaire.

### En double
| Année | Open d'Australie                                                              | Open d'Australie                                                              | Internationaux de France                                                             | Internationaux de France                                                         | Wimbledon                                                                        | Wimbledon                                                                      | US Open                                                                       | US Open                                                                          | Open d'Australie | Open d'Australie |
| ----- | ----------------------------------------------------------------------------- | ----------------------------------------------------------------------------- | ------------------------------------------------------------------------------------ | -------------------------------------------------------------------------------- | -------------------------------------------------------------------------------- | ------------------------------------------------------------------------------ | ----------------------------------------------------------------------------- | -------------------------------------------------------------------------------- | ---------------- | ---------------- |
| 1969  | —                                                                             | —                                                                             | 1er tour (1/64) J. Bartlett \|\| style="text-align:left;" \| J.-C. Barclay T. Ryan   | —                                                                                | —                                                                                | —                                                                              | —                                                                             | n.o.                                                                             | n.o.             |                  |
| 1970  | 1/4 de finale J. Bartlett \|\| style="text-align:left;" \| D. Crealy A. Stone | 1/8 de finale J. Bartlett \|\| style="text-align:left;" \| D. Crealy A. Stone | 1er tour (1/32) J. Bartlett \|\| style="text-align:left;" \| L. Lumsden D.R. Russell | —                                                                                | —                                                                                | n.o.                                                                           | n.o.                                                                          |                                                                                  |                  |                  |
| 1971  | 1/8 de finale R. Case \|\| style="text-align:left;" \| K. Rosewall F. Stolle  | 3e tour (1/16) S. Ball \|\| style="text-align:left;" \| D. Crealy A. Stone    | 1er tour (1/32) S. Ball \|\| style="text-align:left;" \| S. Baranyi P. Szőke         | 1/8 de finale C. Dibley \|\| style="text-align:left;" \| T. Okker M. Riessen     | n.o.                                                                             | n.o.                                                                           |                                                                               |                                                                                  |                  |                  |
| 1972  | Finale R. Case                                                                | O. Davidson K. Rosewall                                                       | 1/8 de finale C. Dibley \|\| style="text-align:left;" \| J. Connors T. Gorman        | 1/8 de finale C. Dibley \|\| style="text-align:left;" \| C. Graebner D. Stockton | 1/8 de finale R. Case \|\| style="text-align:left;" \| O. Davidson J. Newcombe   | n.o.                                                                           | n.o.                                                                          |                                                                                  |                  |                  |
| 1973  | 1/2 finale R. Case \|\| style="text-align:left;" \| J. Alexander P. Dent      | 1er tour (1/32) R. Case \|\| style="text-align:left;" \| Likhachev Metreveli  | —                                                                                    | —                                                                                | 2e tour (1/16) R. Case \|\| style="text-align:left;" \| C. Graebner O. Parun     | n.o.                                                                           | n.o.                                                                          |                                                                                  |                  |                  |
| 1974  | Victoire R. Case                                                              | S. Ball B. Giltinan                                                           | —                                                                                    | —                                                                                | 1er tour (1/32) R. Case \|\| style="text-align:left;" \| O. Davidson K. Rosewall | 1/4 de finale R. Case \|\| style="text-align:left;" \| S. Ball R. Keldie       | n.o.                                                                          | n.o.                                                                             |                  |                  |
| 1975  | 1er tour (1/16) R. Case \|\| style="text-align:left;" \| P. Doerner J. James  | —                                                                             | —                                                                                    | 1/4 de finale R. Case \|\| style="text-align:left;" \| Fassbender Pohmann        | 1er tour (1/32) R. Case \|\| style="text-align:left;" \| J. Borowiak T. Ulrich   | n.o.                                                                           | n.o.                                                                          |                                                                                  |                  |                  |
| 1976  | Finale R. Case                                                                | J. Newcombe T. Roche                                                          | 1/4 de finale Edmondson \|\| style="text-align:left;" \| J. Gisbert M. Orantes       | Finale R. Case                                                                   | B. Gottfried R. Ramírez                                                          | 1/8 de finale R. Case \|\| style="text-align:left;" \| A. Amritraj V. Amritraj | n.o.                                                                          | n.o.                                                                             |                  |                  |
| 1977  | 1/4 de finale R. Case \|\| style="text-align:left;" \| A. Ashe T. Roche       | —                                                                             | —                                                                                    | Victoire R. Case                                                                 | J. Alexander P. Dent                                                             | —                                                                              | —                                                                             | 1/4 de finale Ti. Gullikson \|\| style="text-align:left;" \| C. Dibley C. Kachel |                  |                  |
| 1978  | n.o.                                                                          | n.o.                                                                          | —                                                                                    | —                                                                                | 2e tour (1/16) R. Case \|\| style="text-align:left;" \| Edmondson J. Marks       | 1/8 de finale R. Case \|\| style="text-align:left;" \| F. McMillan B. Hewitt   | 1/8 de finale R. Case \|\| style="text-align:left;" \| A. Jarrett J. Smith    |                                                                                  |                  |                  |
| 1979  | n.o.                                                                          | n.o.                                                                          | —                                                                                    | —                                                                                | 1/4 de finale R. Case \|\| style="text-align:left;" \| P. Fleming J. McEnroe     | —                                                                              | —                                                                             | 1/4 de finale R. Case \|\| style="text-align:left;" \| C. Letcher P. Kronk       |                  |                  |
| 1980  | n.o.                                                                          | n.o.                                                                          | 1/8 de finale R. Case \|\| style="text-align:left;" \| B. Gottfried R. Ramírez       | 1/8 de finale R. Frawley \|\| style="text-align:left;" \| G. Mayer S. Mayer      | —                                                                                | —                                                                              | 1er tour (1/16) R. Case \|\| style="text-align:left;" \| Fitzgerald W. Pascoe |                                                                                  |                  |                  |

N.B. : le nom du ou de la partenaire se trouve sous le résultat ; les noms des ultimes adversaires se trouvent à droite.